# Non desiderare la donna d'altri (film 1958)
Non desiderare la donna d'altri (Lonelyhearts) è un film del 1958 diretto da Vincent J. Donehue.

## Trama
Un giovane scrittore idealista viene assunto da un cinico direttore di giornale affinché si occupi di una rubrica per cuori solitari. Gli piacerebbe fare qualcosa di più che rispondere alle lettere, ma si scontra con la dura realtà.